# PuTTY
PuTTY是一款集成虚拟终端、系統控制臺和网络文件传输为一体的自由及开放源代码的程序。它支持多种网络协议，包括SCP，SSH，Telnet，rlogin和原始的套接字连接。它也可以连接到串行端口。在官方網站的FAQ上有提到其软件名字“PuTTY”没有特殊含义。
較早的版本僅支援Windows平台，后陆续增加对各類Unix平台和Mac OS X的支援。除了官方版本外，有許多第三方的團體或個人將PuTTY移植到其他平台上，像是以Symbian為基礎的行動電話。
PuTTY主要由英國程式設計師西蒙·泰瑟姆（Simon Tatham）编写并维护，使用MIT許可證授權。

## 特色
PuTTY包括了：
- 支援IPv6連線。
- 可以控制SSH連線時加密協定的種類。

目前有3DES、AES、Blowfish、DES（不建議使用）及RC4。
- CLI版本的SCP及SFTP Client，分別叫做pscp與psftp。
- 內建SSH Forwarding的功能，包括X11 Forwarding。
- 完全模擬xterm、VT102及ECMA-48終端機的能力。
- 支援公鑰認證。

## 組件
PuTTY 全部包括以下組件：
PuTTYTelnet、rlogin、還有可連接序列埠的SSH用戶端。
PSCPSCP用戶端，即安全複製的命令列。也可使用SFTP傳送。
PSFTPSFTP用戶端。類似FTP的檔案傳輸session。
PuTTYtelTelnet 用戶端。
Plink後端命令列。一般用於SSH隧道。
PageantPuTTY、PSCP、Plink 的 SSH 授權代理。
PuTTYgenRSA、DSA、ECDSA、EdDSA祕鑰產生器。
pterm（僅Unix）可模擬 PuTTY 終端的 X11 用戶端。

## 第三方支援
- PieTTY是以PuTTY為底而發展的衍生版本，主要的改進為使用者介面及在多語環境（尤其是中日韓語系）的強化。

### 后门
2012年，由第三方翻译为中文版的PuTTY被发现植入后门。

## 参見
- PieTTY
- 计算机软件列表